# Багдадска железница
Багдадската железница е дълго строена (с прекъсвания) железопътна линия по направлението гр. Ерегли (дн. вилает Кония) – Багдад – Басра – Кувейт, свързваща Близкия Изток през Истанбул с Централна Европа (през Виена до Берлин). Има дължина около 2400 км, от Босфора до Персийския залив.
Превръща се в „ябълка на раздора“ и изключително възпламеняващ фактор в международните отношения в края на ХІХ и началото на XX век.

## История
Идейни проекти за построяване на железен път към Персийския залив англичаните имат още в средата на XIX век.
Развитието на железопътния транспорт в Османската империя през втората половина на 19-и и началото на 20 век е бързо. Построена е линията Хайдар паша (Истанбул) – Измит в 1877 г. с германски банков заемен капитал. В 1906 г. германци построяват линията Измит – Ескишехир – Кония – Ерегли (около 900 km) с отклонение Ескишехир – Анкара (263 km).
През 1899 г. след визита на Вилхелм II е сключен концесионен договор, по силата на който Османската империя предоставя правото на Deutsche Bank и „Сименс“ да построят и експлоатират железопътна линия от Кония през Багдад до Персийския залив. За целта берлински и вюртембергски банки създават консорциума Société de Chemins de Fer Ottomans d’Anatolie. В 1903 г. окончателно са уточнени всички параметри на предоставената концесия.
Железният път е наименуван в немската преса като „Три Б“ – по първите букви на маршрута Берлин – Босфор – Багдад, а също и Берлин – Бизантион (т.е. Истанбул) – Багдад.

## Съвременно състояние
По-голямата част от трасето функционира.